# Revigny-sur-Ornain
 Revigny-sur-Ornain  es una población y comuna francesa, en la región de Lorena, departamento de Mosa, en el distrito de Bar-le-Duc. Es el chef-lieu y mayor población del cantón de Revigny-sur-Ornain.

## Demografía
| 3287 | 3955 | 4077 | 4054 | 3528 | 3660 |
| Para los censos de 1962 a 1999 la población legal corresponde a la población sin duplicidades (Fuente: INSEE [Consultar]) |      |      |      |      |      |